# Обод
Обод е средновековна крепост с манастир в Стара Черна гора, над т.нар. Река Църноевича.
Основан е през 1457 г. от зетския княз Иван I Церноевич, след като Жабляк (крепост) е изоставен на османците.
Мястото е известно най-вече с историята на българското книгопечатане.
През 1494 г. оттук започва българското, а въобще кирилско книгопечатане, от което има само една оригинална Инкунабула — частично Житието на Стефан Дечански от Григорий Цамблак, отпечатано с Псалтира.  Освен него в Обод, т.е. в Стара Черна гора или Зета (владение) се печатат още четири книги — Октоих Първогласник на 4 януари 1494 г.; Молитвеник или Требник; Псалтир излязъл от печат на 22 септември 1495 г. и Октоих Петогласник.
Не е ясно кога печатницата е пренесена в Цетине, но със сигурност Октоих Първогласник от 4 януари 1494 г. е печатан тук. Делото на Църноевичи е продължено от Божидар Вукович и сина му Винченцо Вукович във Венеция, а после и от Яков Крайков и Кара Трифун.
От 1952 г. черногорската типография в Цетине носи името „Обод“.